# الملحة (الرضمة)

تعديل مصدري - تعديل

الملحة محلة تابعة لقرية بيت البدري، التابعة لعزلة أزال بمديرية الرضمة إحدى مديريات محافظة إب في الجمهورية اليمنية.، بلغ تعداد سكانها 32 حسب تعداد اليمن لعام 2004.